# La moglie bella (film 1924)
La moglie bella è un film del 1924 diretto da Augusto Genina.